# Olympic Dam Airport
Olympic Dam Airport är en flygplats i Australien. Den ligger i kommunen Roxby Downs och delstaten South Australia, omkring 520 kilometer norr om delstatshuvudstaden Adelaide.
Trakten runt Olympic Dam Airport är nära nog obefolkad, med mindre än två invånare per kvadratkilometer.. Närmaste större samhälle är Roxby Downs, nära Olympic Dam Airport.
Omgivningarna runt Olympic Dam Airport är i huvudsak ett öppet busklandskap. Genomsnittlig årsnederbörd är 283 millimeter. Den regnigaste månaden är februari, med i genomsnitt 67 mm nederbörd, och den torraste är oktober, med 5 mm nederbörd.